# Spielothek-Cup 2003
Der Spielothek-Cup 2003 war die 18. Austragung des Handballwettbewerbs und wurde am 8. und 9. August 2003 in den ostwestfälischen Städten Minden und Lübbecke in Nordrhein-Westfalen ausgetragen.
Die HSG Nordhorn setzte sich im Finale mit 38:30 (15:11) Toren gegen den TuS N-Lübbecke durch und gewann seinen ersten Titel. Den dritten Platz sicherte sich der TSV GWD Minden mit 28:26 (14:14) gegen den Stralsunder HV. Torschützenkönig wurde Mindens Lars Rasmussen mit 16 Toren. Wenige Tage vor Beginn des Turniers hatte die kroatische Mannschaft von RK Zagreb ihre Teilnahme aufgrund eines Spielerstreiks abgesagt. Der Stralsunder HV sprang kurzfristig als Ersatz ein.

## Modus
Es wurde mit vier Mannschaften im K.-o.-System mit zwei Halbfinalspielen, dem Spiel um Platz drei sowie dem Finale gespielt. Die Spielzeit betrug 2 × 30 Minuten. Bei unentschiedenem Ausgang nach Ablauf der regulären Spielzeit hätte es eine Verlängerung von 2 × 5 Minuten geben. Bei Unentschieden nach Ablauf der Verlängerung ein Siebenmeterwerfen.

## Spiele

### Halbfinale
| 8. August 2003 18:00 Uhr | TuS N-Lübbecke                   | 29:25   | Stralsunder HV              | Kampa-Halle, Minden Zuschauer: 500 Schiedsrichter: Matthias Forstner, Martin Franz |
| 8. August 2003 18:00 Uhr | meiste Tore: van Olphen (7 Tore) | (17:13) | meiste Tore: Kibat (6 Tore) | Kampa-Halle, Minden Zuschauer: 500 Schiedsrichter: Matthias Forstner, Martin Franz |
| 8. August 2003 18:00 Uhr | Strafen: 4×                      |         | Strafen: 3×                 | Kampa-Halle, Minden Zuschauer: 500 Schiedsrichter: Matthias Forstner, Martin Franz |

| 8. August 2003 20:15 Uhr | TSV GWD Minden                            | 25:31   | HSG Nordhorn                   | Kampa-Halle, Minden Zuschauer: 500 Schiedsrichter: Jörg Michalzik, Sönke Rupp |
| 8. August 2003 20:15 Uhr | meiste Tore: Niemeyer, Rasmussen (8 Tore) | (12:14) | meiste Tore: Hoffmann (8 Tore) | Kampa-Halle, Minden Zuschauer: 500 Schiedsrichter: Jörg Michalzik, Sönke Rupp |
| 8. August 2003 20:15 Uhr | Strafen: 5×                               |         | Strafen: 5×                    | Kampa-Halle, Minden Zuschauer: 500 Schiedsrichter: Jörg Michalzik, Sönke Rupp |

### Spiel um Platz 3
| 9. August 2004 17:30 Uhr | Stralsunder HV               | 26:28   | TSV GWD Minden                  | Kreissporthalle, Lübbecke Zuschauer: 400 Schiedsrichter: Nils Blümel, Jörg Loppaschewski |
| 9. August 2004 17:30 Uhr | meiste Tore: Skerka (8 Tore) | (14:14) | meiste Tore: Rasmussen (8 Tore) | Kreissporthalle, Lübbecke Zuschauer: 400 Schiedsrichter: Nils Blümel, Jörg Loppaschewski |
| 9. August 2004 17:30 Uhr | Strafen: 3×                  |         | Strafen: 2×                     | Kreissporthalle, Lübbecke Zuschauer: 400 Schiedsrichter: Nils Blümel, Jörg Loppaschewski |

### Finale
| TuS N-Lübbecke | TuS N-Lübbecke | HSG Nordhorn | HSG Nordhorn |
| | Finale 9. August 2004, 19:45 Uhr in Lübbecke (Kreissporthalle) Ergebnis: 30:38 (11:15) Zuschauer: 800 Schiedsrichter: Matthias Brauer, Kay Holm ( Deutschland) |              |              |
| Sławomir Szmal, Jérôme Cazal – Patrick Fölser (2), Robert Andersson (1), Edgar Schwank (4), Gerrit Winnen (4), Pierre Hammarstrand, Henrik Ortmann (2), Markus Becker (3), Jan-Philip Willgerodt (3), Fabian van Olphen (3), Sascha Bertow (4), Stian Tønnesen (4/2) Trainer: Jens Pfänder ( Deutschland) | Peter Gentzel, Helge Rigterink – Maik Machulla (2), Ljubomir Pavlović (5), Robert Arrhenius (6), Jan Filip (10/1), Bastian Riedel, Andreas Larsson (3), Michael Hoffmann (3), Ian Marko Fog (5), Ljubomir Vranjes (2), Dennis Leissink, Frank Schumann (1), Daniel Heisig (1) Trainer: Ola Lindgren ( Schweden) |              |              |
| 4 | 7 |              |              |

## Statistiken

### Torschützenliste
| Pl. | Spieler           | Verein         | Tore | FT | 7 m | T/S |
| --- | ----------------- | -------------- | ---- | -- | --- | --- |
| 1   | Lars Rasmussen    | TSV GWD Minden | 16   | 7  | 9   | 8   |
| 2   | Jan Filip         | HSG Nordhorn   | 15   | 14 | 1   | 7,5 |
| 3   | Tomas Axnér       | TSV GWD Minden | 11   | 11 | 0   | 5,5 |
|     | Arne Niemeyer     | TSV GWD Minden | 11   | 11 | 0   | 5,5 |
|     | Michael Hoffmann  | HSG Nordhorn   | 11   | 10 | 1   | 5,5 |
|     | Tobias Skerka     | Stralsunder HV | 11   | 7  | 4   | 5,5 |
| 7   | Danny Anclais     | Stralsunder HV | 10   | 9  | 1   | 5   |
|     | Fabian van Olphen | TuS N-Lübbecke | 10   | 6  | 4   | 5   |
| 9   | Ian Marko Fog     | HSG Nordhorn   | 9    | 9  | 0   | 4,5 |
|     | Andreas Larsson   | HSG Nordhorn   | 9    | 9  | 0   | 4,5 |

FT – Feldtore, 7m – Siebenmeter-Tore, T/S – Tore pro Spiel

## Aufgebote
| HSG Nordhorn | TuS N-Lübbecke | TSV GWD Minden |
| Peter Gentzel Helge Rigterink Maik Machulla Ljubomir Pavlović Robert Arrhenius Jan Filip Andreas Larsson Michael Hoffmann Ian Marko Fog Ljubomir Vranjes Dennis Leissink Frank Schumann Daniel Heisig Bastian Riedel | Sławomir Szmal Jérôme Cazal Patrick Fölser Robert Andersson Edgar Schwank Gerrit Winnen Pierre Hammarstrand Henrik Ortmann Markus Becker Jan-Philip Willgerodt Fabian van Olphen Sascha Bertow Stian Tønnesen | Malik Beširević Jan de Bakker Mike Bezdicek Arne Niemeyer Tomas Axnér Jan-Fiete Buschmann Lars Rasmussen Jesús Fernández Oceja Aaron Ziercke Denis Maksimowitsch Sven Pohlmann Matthias Teinert |
| Ola Lindgren (Trainer) | Jens Pfänder (Trainer) | Rainer Niemeyer (Trainer) |

### 4.Platz:Stralsunder HV
| - Liviu Ianoș - Igor Lewschin - Karsten Ganschow - Nico Kibat | - Florin Luca - Tino Mogensen - Zdeněk Vaněk - Ronny Liesche | - Tobias Skerka - Stefan Strack - Tomislav Farkaš - Danny Anclais | - Jörg Michalewicz - Markus Dau - André Genz |

Trainer: Norbert Henke